# Gonzaga torquatus
Gonzaga torquatus is een insect uit de familie van de gaasvliegen (Chrysopidae), die tot de orde netvleugeligen (Neuroptera) behoort. 
Gonzaga torquatus is voor het eerst wetenschappelijk beschreven door Navás in 1913.